# Peter Blank (Priester)
Peter Blank (* 11. Mai 1939 in Arnsberg; † 26. März 2021 in München) war ein deutscher Jurist, römisch-katholischer Priester in der Prälatur vom Heiligen Kreuz und Opus Dei, Seelsorger und Buchautor.

## Leben
Peter Blank wurde als Sohn der Eheleute Wilhelm und Clementine Blank geboren. Nach dem Abitur in Bonn studierte er dort sowie in Köln Rechtswissenschaften; im Jahr 1963 legte er in Köln das (erste) juristische Staatsexamen ab. Danach studierte er in Rom Philosophie und Theologie. 1968 wurde er am Angelicum in Theologie promoviert.
1956 war er mit dem Opus Dei in Kontakt gekommen und hatte 1957 als einer der Ersten in Deutschland um die Aufnahme gebeten.  Den Gründer, Josefmaria Escrivá, lernte er erst 1958 persönlich kennen. Auf dessen Anregung hin ließ er sich 1968 in Madrid zum Priester weihen.
Nach seiner Priesterweihe wirkte er zunächst als Religionslehrer und Schulseelsorger am Mädchengymnasium Jülich (1969–1978) sowie als Studentenseelsorger in Aachen, Bonn, Köln und Münster (1979–2003). Ab 2003 war er in der Familienseelsorge in München tätig, wo er 2021 verstarb.

## Publizistische Aktivität
In seiner Münchener Zeit hat Peter Blank mehrere Bücher veröffentlicht. Einige davon sind auch in anderen Sprachen erschienen.

Sein Hauptwerk (Nicht allein), das auch auf Spanisch erschienen ist, ist ein Buch über geistliche Begleitung im Leben eines Christen. Christliches Leben kann nach seiner Auffassung gelingen, wenn es auf der gläubigen Kommunikation mit Christus im Gebet fußt, wenn es im Vollzug lebens- und liebenswert ist. Die Publikation gründet auf der Heiligen Schrift sowie auf Erfahrungen der Heiligen im Glauben: Berufung zur Heiligkeit, Gotteskindschaft, Gebet und Umgang mit den Sakramenten Eucharistie und Buße. Ebenfalls thematisiert werden die Tugenden am Arbeitsplatz, in Ehe und Familie und im Feld der gesellschaftlichen Beziehungen. Das Buch solle Menschen anregen, sich geistliche Begleitung zu suchen, und möchte praktische Hilfe sein für den geistlichen Begleiter.
Im Buch Luther und seine Zeit, das auch auf Französisch und Portugiesisch erschienen ist, präsentierte er im Lutherjahr 2017 die Auseinandersetzung mit Martin Luther vor den historischen Strömungen seiner Zeit, wobei er auf persönliche Wertungen verzichtet. Er benennt den Nominalismus des Wilhelm von Ockham als eine Wurzel des Protestantismus. Bei dessen Theologie handle es sich im Kern um eine Übersteigerung des Begriffs Gottes als des „Ganz Anderen“. Luthers Haltung gegenüber der „Hure Vernunft“, seine Sicht von der abgründigen Distanz zwischen dem Göttlichen und dem Menschlichen und vor allem sein tiefes Misstrauen gegen die menschliche Freiheit seien im Nominalismus grundgelegt. Auch das Verständnis von Kirche als reiner Gemeinde habe bei Ockham ihren Ursprung.
Seinem letzten zu Lebzeiten veröffentlichten Buch Dass Ehe gelingt…, das auch auf Spanisch erschienen ist, liegt im Wesentlichen die Erfahrung des Autors in der Ehepastoral, Ehevorbereitung und -begleitung zugrunde. Es verfolgt das Anliegen, junge Menschen die Sicht von Liebe und Ehe nahezubringen, die der christliche Glaube erschließt, Ehepaare zu einem ehrlichen Blick auf ihre Partnerschaft und dazu zu ermutigen, sich mit neuer Hoffnung wieder auf den Weg zu machen, sowie diejenigen, die andere begleiten, anzuregen, um mutlos gewordenen Ehepaaren zu helfen. Blank nutzt hierfür auch Texte von Papst Franziskus, die er in seinem Schreiben über die Freude an der Liebe, „Amoris Laetitia“, den Braut- und Eheleuten ans Herz legt, nämlich „die Ehe als Berufung zu begreifen“.

## Veröffentlichungen (Auswahl)
- Die Pupillen des Herzens. In: Josemaría Escrivá – Profile einer Gründergestalt, César Ortiz (Hrsg.); Adamas Verlag, Köln 2002, S. 395–406
- Alles Zufall? Naive Fragen zu Evolution. Sankt-Ulrich, Augsburg 2005, ISBN 978-3936484731 (Rezension auf ZENIT[13])
- Fragen der Menschen, Antworten des Glaubens – Band 1. Adamas, Köln 2013, ISBN 978-3937626512 (zusammen mit Wolfgang Weber)
- Fragen der Menschen, Antworten des Glaubens – Band 2. Adamas, Köln 2014, ISBN 978-3937626529 (zusammen mit Wolfgang Weber)
- Luther und seine Zeit. Christiana, Kißlegg 2017, ISBN 978-3717112785
- Alles ganz von selbst? Naive Fragen zur Evolution. Christiana, 2. Auflage, Kißlegg 2019, ISBN 978-3717112914
- Nicht allein – Wege geistlicher Begleitung.  Adamas, Köln 2018, ISBN 978-3937626376
- Dass Ehe gelingt... Miteinander unterwegs. München 2020; ISBN 978-1671441040